# Luzon-Breitzahnratte
Die Luzon-Breitzahnratte (Abditomys latidens) ist ein kaum bekanntes Nagetier, das auf der zu den Philippinen gehörenden Insel Luzón endemisch zu sein scheint.
Bisher wurden nur zwei Individuen dieser extrem seltenen Maus gefunden: eins am Mount Data im Norden der Insel, ein weiteres bei Los Baños im Süden. Beide stammen aus sehr unterschiedlichen Habitaten: das erstere aus einem dichten Bergregenwald, das letztere aus einem Reisfeld im Flachland. Aus dem langen Schwanz und den scharfen Krallen schließt man, dass die Breitzahnratte ein Baumtier ist. Möglicherweise lebt sie wie die morphologisch ähnliche Sody-Baumratte (Kadarsanomys sodyi) in Bambusdickichten.
Die Luzon-Breitzahnratte hat eine Kopfrumpflänge von 22 Zentimeter, hinzu kommen 26 Zentimeter Schwanz. Das raue Fell ist oberseits braun und unterseits gelblich. Das besondere Merkmal, das die Luzón-Breitzahnratte von den meisten anderen Mäusen unterscheidet, ist, dass jeweils eine Zehe eines jeden Beins statt einer Kralle einen Nagel trägt.
Colin Campbell Sanborn, der 1952 die damals neu entdeckte Tierart beschrieb, ordnete die Breitzahnratte noch bei den Echten Ratten ein. Das zweite Exemplar wurde 1973 gefunden. 1992 veröffentlichten Musser und Heaney die Ergebnisse einer detaillierten Analyse der Exemplare. Demzufolge ist die Mearns-Luzonratte (Tryphomys adustus) die nächste Verwandte der Luzon-Breitzahnratte, und beide haben keine nähere Verwandtschaft zu anderen auf den Philippinen heimischen Mäusen. Innerhalb der Altweltmäuse wird die Art zur Rattus-Gruppe gezählt.